# Ілюзія обману 3
«Ілюзія обману 3» (англ. Now You See Me: Now You Don't) — майбутній американський трилер, знятий Рубеном Флейшером за сценарієм Еріка Воррена Сінгера, Сета Ґрема-Сміта та Майкла Лесслі, продюсерами якого є Боббі Коен та Алекс Курцман. Продовження фільму «Ілюзія обману 2» 2016 року. Джессі Айзенберг, Марк Раффало, Вуді Гаррельсон, Дейв Франко, Айла Фішер, Морган Фрімен, Ліззі Каплан і Денієл Редкліфф повторюють свої ролі з попередніх фільмів.

## Синопсис
Чотири вершники возз'єднуються, щоб завербувати трьох досвідчених ілюзіоністів для пограбування, пов'язаного з викраденням найбільшого у світі діаманта у сімейного злочинного синдикату.

## Акторський склад
| Актор            | Роль                |
| ---------------- | ------------------- |
| Джессі Айзенберг | Дж. Денієл Атлас    |
| Марк Раффало     | Ділан Роудс         |
| Вуді Гаррельсон  | Меррітт МакКінні    |
| Айла Фішер       | Хенлі Рівз          |
| Дейв Франко      | Джек Вайлдер        |
| Морган Фрімен    | Таддеус Бредлі      |
| Ліззі Каплан     | Лула Мей            |
| Денієл Редкліфф  | Волтер Мабрі        |
| Домінік Сесса    | Боско               |
| Аріана Грінблатт | Джун                |
| Джастіс Сміт     | Чарлі               |
| Розамунд Пайк    | Вероніка Вандерберг |

## Виробництво
У травні 2015 року генеральний директор Lions Gate Entertainment Джон Фелтгаймер оголосив, що вони «вже розпочали раннє планування» сиквелу під назвою «Now You See Me 3». У квітні 2020 року Lionsgate повідомили, що сценаристом фільму буде Ерік Воррен Сінгер. У вересні 2022 року було оголошено, що Рубен Флейшер займе крісло режисера, а Сет Грем-Сміт замінить Сінгера на посаді сценариста. У квітні 2024 року було підтверджено, що Джессі Айзенберг, Вуді Харрельсон, Дейв Франко, Марк Руффало, Айла Фішер і Морган Фрімен повторять свої ролі з попередніх фільмів, а Аріана Грінблатт, Домінік Сесса і Джастіс Сміт зіграють нових персонажів. У травні Розамунд Пайк приєдналася до акторського складу в невідомій ролі.

### Зйомки
Основні зйомки розпочалися в липні 2024 року в Будапешті, а оператором виступив Джордж Річмонд. Зйомки проходили в Антверпені, Бельгія, з 28 серпня по 1 вересня 2024 року.

## Випуск
Прем'єра у Сполучених Штатах запланована на 14 листопада 2025 року, через 9 років після виходу 2 частини.